# Raciechowice
Raciechowice est une localité polonaise, siège de la gmina de Raciechowice, située dans le powiat de Myślenice en voïvodie de Petite-Pologne.